# Echo (musikalbum)
Echo är ett album av Tom Petty & the Heartbreakers, släppt 1999.

## Låtlista
Låtarna skrivna av Tom Petty, där inget annat namn anges.
1. "Room at the Top" – 5:00
2. "Counting on You" – 4:05
3. "Free Girl Now" – 3:30
4. "Lonesome Sundown" – 4:32
5. "Swingin'" – 5:30
6. "Accused of Love" – 2:45
7. "Echo" – 6:36
8. "Won't Last Long" – 4:22
9. "Billy the Kid" – 4:08
10. "I Don't Wanna Fight" (Mike Campbell) – 2:47
11. "This One's for Me" – 2:42
12. "No More" – 3:15
13. "About to Give Out" – 3:12
14. "Rhino Skin" – 3:57
15. "One More Day, One More Night" – 5:37